# John H. Wotiz
John H. Wotiz (* 12. April 1919 in Ostrava, Tschechoslowakei; † 21. August 2000 in Morehead (Kentucky)) war ein tschechisch-US-amerikanischer Chemiker im Bereich Organische Chemie und Chemiehistoriker.

## Werdegang
Wotiz begann sein Studium des Chemieingenieurwesens nach dem Abitur 1937 an der Technischen Universität Prag, floh dann aber vor der deutschen Besatzung mit seinem Bruder in die USA. 1941 erhielt er seinen Bachelor-Abschluss in Chemie an der Furman University und 1943 seinen Master-Abschluss an der University of Richmond. Am Ende des Zweiten Weltkriegs diente er zwei Jahre in der United States Army als Leutnant in der Chemischen Kriegführung. 1944 wurde er US-Staatsbürger. 1948 wurde er bei Melvin S. Newman an der Ohio State University in Chemie promoviert. Danach war er Instructor und ab 1954 Associate Professor an der University of Pittsburgh und ging 1957 in die Industrie zur Diamond Alkali Company in Painesville. Dort war er an 44 Patenten beteiligt. 1962 wurde er Professor an der Marshall University in Huntington, West Virginia, und 1967 an der Southern Illinois University in Carbondale. 1980 war er Chairman der History Division der American Chemical Society. Er organisierte von den USA aus ab 1971 Europareisen zur Geschichte der Chemie. Als Chemiehistoriker befasste er sich besonders mit August Kekulé. Er war an der Gründung der Chemical Heritage Foundation beteiligt. 1989 ging er in den Ruhestand. Er setzte sich für internationalen Austausch besonders mit Osteuropa ein und war an vergleichenden Studien der Chemieausbildung in der Sowjetunion, in Osteuropa und Asien beteiligt. Er starb mit seiner Frau bei einem Autounfall.

## Auszeichnungen
1982 erhielt er den Dexter Award. 1998 wurde er Ehrendoktor der Technischen Universität Ostrava und er erhielt 1982 deren Goldmedaille.

## Schriften
- Herausgeber: The Kekulé Riddle. A challenge for chemists and psychologists, 1993